# Escort West
Escort West (bra: Missão Audaciosa) é um filme de faroeste estadunidense de 1959, dirigido por Francis D. Lyon para a United Artists.
Foi a segunda produção em sociedade da Batjac (produtora de John  Wayne) com a Romina Productions (de Victor Mature, que estrela o filme). A primeira foi China Doll (1957).
Grande parte do filme teve locações no Rancho Cinematográfico Iverson em Chatsworth,Los Angeles, Califórnia. Cenas adicionais foram produzidas nas proximidades do Rancho Bell. O local em que esse racho se situava, contudo, permaneceria como um mistério por décadas até que uma expedição de pesquisadores de cinema o localizou em 2015. Os pesquisadores encontraram a localização da locação que fora usado para "Escort West" e também para o primeiro filme de Elvis Presley, Love Me Tender, com as sequências do climax realizadas nas montanhas conhecidas como "Rocky Hill".

## Elenco
- Victor Mature...Ben Lassiter
- Reba Waters...Abbey Lassiter
- Elaine Stewart...Beth Drury
- Faith Domergue...Martha Drury
- Noah Beery Jr....Tenente Jamison
- Harry Carey Jr....Tropeiro Travis
- Slim Pickens...Cabo Wheeler
- Ken Curtis...tropeiro Burch
- X Brands...Tago
- Roy Barcroft...Sargento Doyle
- William Ching...Capt. Howard Poole
- John Hubbard...Tenente Weeks
- Rex Ingram...Nelson Walker
- Syd Saylor...Elwood Fenniman
- Claire Du Brey...Madame Kate Fenniman
- Chuck Hayward...Índio
- Charles Soldani...Índio
- Eddie Little Sky...Índio (não creditado)

## Sinopse
Terminada a Guerra Civil Norte-Americana, o ex-capitão confederado e viúvo Ben Lassiter resolve apanhar sua filha adolescente Abbey e partir a cavalo para o Oregon, onde pretende recomeçar a vida. Ao passar por Nevada, Lassiter para num posto comercial administrado pelos Fenniman e conhece alguns soldados e duas mulheres do Leste que estavam sendo escoltadas por eles: as irmãs Beth e Martha Drury. Lassiter continua sua cavalgada mas no caminho avista índios renegados Modoc, do bando liderado pelo ex-batedor da cavalaria Tago. Lassiter retorna ao posto dos Fenniman para avisar aos militares mas encontra o local todo destruído por um ataque daqueles índios, tendo sobrevivido apenas as duas mulheres que se esconderam num porão, e o comerciante afro-americano Nelson Walker, baleado na perna. Lassiter resolve partir com eles em direção a um Forte próximo, com esperança de ser ajudado pela cavalaria, mas não sabe que um regimento do Capitão Poole que iria se encontrar com as mulheres está cercado pelos índios numa montanha próxima.

## Produção
Francis Lyon originalmente havia comprado a história para a Leo Productions de sua propriedade. Posteriormente,  negociou com a Batjac.